# バーセル指数
バーセル指数（バーセルしすう、英：Barthel Index、略:BI）は、日常生活動作における障害者や高齢者の機能的評価を数値化したものである。バーセルインデックス、バーテル指数、バーテルインデックス、バーセル尺度（バーセルしゃくど、英：Barthel scale、略:BS）とも呼ばれる。自立/部分介助に分けられる。研究者によって数値が異なる。

## 評価項目
100点満点でスコアリングするが、5点きざみなので実質的には20点満点。
食事、車椅子からベッドへの移動、整容、トイレ動作、入浴、歩行、階段昇降、更衣、排便、排尿の10項目を2～4段階で評価。
点数が高いほど基本的生活動作が可能と判断される。ただし、100点満点だからといって日常生活が不自由なく送れるとは限らない。